# Sideroxylon tenax
Sideroxylon tenax  là một loài thực vật có hoa trong họ Hồng xiêm. Loài này được L. miêu tả khoa học đầu tiên năm 1767.